# Jean-Paul Bucher
Pour les articles homonymes, voir Bucher.
Jean-Paul Bucher est un cuisinier et un homme d'affaires alsacien né à Molsheim (Bas-Rhin) le 3 juin 1938 et décédé le 3 septembre 2011 à Neuilly-sur-Seine (Hauts-de-Seine).

## Biographie
Originaire de Molsheim où son père est ouvrier chez Bugatti, Jean-Paul Bucher entre comme apprenti à quatorze ans à l’Hôtel du Parc de Mulhouse puis s’initie à la restauration en Alsace et à Paris, notamment chez Lucas et Maxim's. En 1968, il achète sa première brasserie à Paris, le « Flo ».
Âgé de 33 ans, il décide d’investir et achète des brasseries parisiennes, telles que le Terminus Nord (1972), le Julien (1975), le Vaudeville (1976), Le Bœuf sur le Toit (1980), La Coupole  (1988), Bofinger, etc. Dans les années 1990, il crée « les nouvelles brasseries Flo », rachète les chaînes Hippopotamus (1992) et Bistro Romain (2000) et s’internationalise. Son appétit d’acquisitions se heurte parfois aux réticences des clients qui craignent la standardisation de leur restaurant, comme lors de l'achat du Balzar en 1998.
À la suite des inquiétudes de la clientèle liées à la crise de la vache folle (1996) et à l'impact économique des attentats du 11 septembre 2001 sur le tourisme, les restaurants Flo subissent une baisse de fréquentation. Le groupe connaît également des difficultés financières dues aux nombreux investissements. Cela conduit Jean-Paul Bucher à céder en 2005, pour 137 millions d'euros, le contrôle du Groupe Flo qui compte au moment de sa cession 150 établissements et 6 500 employés à travers le monde au milliardaire belge Albert Frère.
Il meurt à Neuilly-sur-Seine le 3 septembre 2011, à l’âge de 73 ans.